# August Mau

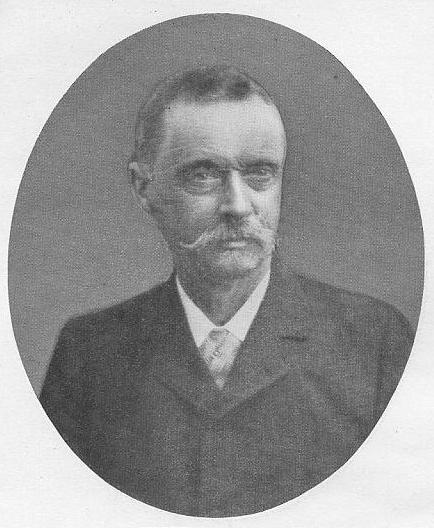
August Mau

August Mau (* 15. Oktober 1840 in Kiel; † 6. März 1909 in Rom) war ein deutscher Klassischer Archäologe, bekannt durch die Erforschung Pompejis.

## Leben
August Mau, Sohn des Theologieprofessors Heinrich August Mau und dessen Ehefrau Louise Mau, geb. von Rumohr, studierte klassische Philologie an den Universitäten Kiel und Bonn. Nach seiner Promotion im Jahr 1863 bei Otto Ribbeck in Kiel war August Mau zunächst als Lehrer tätig, zuletzt in Glückstadt.
Aus Krankheitsgründen gab er 1869 den Lehrerberuf auf und wohnte seit 1872 in Rom, wo er ab 1873 als Sekretär am Deutschen Archäologischen Institut (DAI) arbeitete. Er betreute den Sachkatalog der Institutsbibliothek und veröffentlichte ihn in Buchform. 1894 wurde er Korrespondierendes Mitglied des DAI. Im selben Jahr wurde er zum korrespondierenden Mitglied der Göttinger Akademie der Wissenschaften gewählt.
Wissenschaftlich beschäftigte sich Mau vor allem mit dem beim Vesuvausbruch untergegangenen Pompeji, zunächst mit den Inschriften, dann vor allem mit der Wandmalerei, wobei er auf frühere Forschungen von Wolfgang Helbig und Giuseppe Fiorelli aufbaute. Er teilte die historische Entwicklung der pompejanischen Wandmalerei als erster in vier verschiedene Stilepochen ein und betonte die Eigenständigkeit der römischen Kunst gegenüber der griechischen.
Mau verfasste auch Forschungsberichte und eine allgemeinverständliche Darstellung Pompeji in Leben und Kunst, die bis heute als Standardwerk gilt.

## Schriften
- Pompejanische Beiträge. Reimer, Berlin 1879.
- Geschichte der decorativen Wandmalerei in Pompeji. Reimer, Berlin 1882.
- Führer durch Pompeji. Furchheim, Neapel 1893. 4. Auflage Engelmann, Leipzig 1903. 6. Auflage, bearbeitet von Albert Ippel. Ebda. 1928.
- Pompeji in Leben und Kunst. Engelmann, Leipzig 1900. 2. Auflage mit einem Kapitel über Herculaneum ebda. 1908. Anhang zur zweiten Auflage. Ebda. 1913.
- Corpus Inscriptionum Latinarum. Volumen 4. Inscriptiones parietariae Pompeianae Herculanenses Stabianae. Supplementi pars 2. Inscriptiones parietariae et vasorum fictilium. Reimer, Berlin 1909.
- Katalog der Bibliothek des Kaiserlich Deutschen Archäologischen Instituts in Rom. 2 Bände. Löscher, Rom 1900–1902. Neu bearbeitet von Eugen Mercklin und Friedrich Matz. 2 Bände in 4 Teilbänden und Supplement. Löscher, Rom/de Gruyter, Berlin 1913–1932.